# Shigin
 (février 2015).
Si vous disposez d'ouvrages ou d'articles de référence ou si vous connaissez des sites web de qualité traitant du thème abordé ici, merci de compléter l'article en donnant les références utiles à sa vérifiabilité et en les liant à la section « Notes et références ».

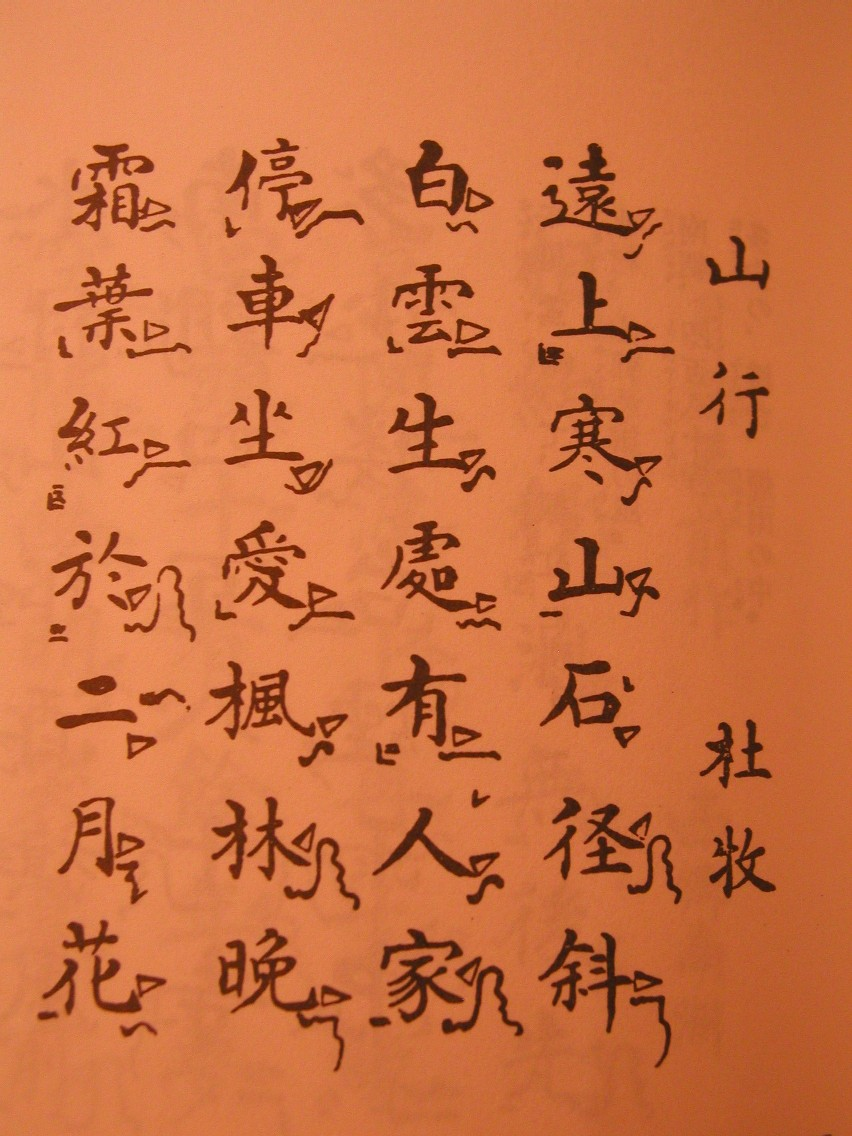
Exemple de poème traditionnel japonais en forme shigin. Auteur inconnu

Le shigin (詩吟) est une forme de poésie japonaise chantée, par un chanteur seul ou un groupe.
Les poèmes sont appelés gin (吟) et généralement composés de quatre lignes (parfois plus) de caractères chinois, appelés kanjis (漢字) en japonais. Lorsque le shigin est formé de quatre lignes ayant chacune sept caractères (disposition la plus courante), il est appelé shichigon-zekku (七言絶句, « quatrain de sept mots »).
Il est à noter que les caractères chinois sont monosyllabiques dans la prononciation chinoise, mais selon leur prononciation japonaise, ils peuvent être monosyllabiques ou polysyllabiques, tant dans leur on'yomi, prononciation issue de la prononciation chinoise, que dans leur kun'yomi, prononciation spécifiquement japonaise.
Une grande partie de la littérature utilisée dans ce style provient de la poésie chinoise, dans laquelle on trouve de nombreux poèmes en vers de sept pieds, notamment les qījué (七绝).
Parmi les plus connus des poèmes chinois utilisés en shigin, on peut noter 楓橋夜泊 (pinyin : fēng qiáo yè bó) de Zhāng Jì (VIIIe siècle), 山行 (pinyin : shān xíng) de Dù Mù (803-852), ou bien 静夜思 (pinyin : jing yè sī, romaji : seiyashi) de Lǐ Bái (701-762).
À partir de 2013, un groupe de fusion japonais appelé Wagakki Band a commencé à être actif et est rapidement devenu populaire dans tout le pays et en ligne. Le groupe incorpore des éléments shigin, vocaloid, wagakki (instruments traditionnels japonais) et rock. (chansons)